# Émile Delavenay
Émile Delavenay, né près de Bonneville (Haute-Savoie) le 24 octobre 1905 et mort à Vence (Alpes-Maritimes) le 7 septembre 2003, est un angliciste et un haut fonctionnaire international français.

## Biographie

### Enfance et éducation
Il est le troisième enfant d’un directeur et d’une directrice d’école dans le petit village d'Ayse, près de Bonneville en Haute-Savoie. Très jeune, avant et pendant la Première Guerre mondiale, il lit à la maison les classiques français, mais aussi, en traduction, L'Iliade, L'Odyssée et Le Paradis perdu.
Après ses premières classes dans l'école de ses parents, il poursuit ses études au collège de Bonneville, où, dès la quatrième, il apprend par cœur des pages de mots anglais et des poèmes romantiques. Il prépare à Louis-le-Grand le concours de l'École normale supérieure où il rentre en 1925. Il y côtoiera Jean-Paul Sartre et Raymond Aron.
Voulant préparer l'agrégation d'anglais, il propose au directeur de l'École, Gustave Lanson, d'aller passer une première année en Angleterre (1925–1926) pour y préparer un certificat d'études pratiques d'anglais. Il rédige un mémoire sur « les thèmes de sentiment dans l’œuvre de James Barrie », publié dans La Revue anglo-américaine et il est reçu à l’agrégation en 1929.

### Londres et la B.B.C.
Ayant subi « la séduction de Londres », où il a rencontré dès 1926 la musicienne Muriel Herbert qu'il épouse en 1928, il enseigne alors à l’Institut français en commençant une thèse sur D. H. Lawrence qui vient de mourir. En 1935, il accepte les fonctions de rédacteur diplomatique au bureau de Londres de l’Agence Havas et suspend ses recherches académiques. Pendant la « drôle de guerre » il est coopté par un cercle de réflexion animé par Julian Huxley : la charte des Nations unies s’inspirera du projet élaboré. La B.B.C. l’appelle en 1939 à diriger un service européen qui aura un rôle capital dans la guerre idéologique contre le nazisme. En 1940, dès les premières heures de la France libre, il rencontre le général de Gaulle pour se mettre à sa disposition, mais les desseins personnels de celui-ci le laissent sceptique. En 1944, il prend à Londres la direction de l’hebdomadaire France et traduit Darkness at Noon (Le Zéro et l'Infini) d'Arthur Koestler en prenant pour pseudonyme le nom de son grand-père maternel, Jérôme Jenatton, un paysan de Contamine-sur-Arve qu'il admirait beaucoup.

### L'ONU et l'UNESCO
L’ONU naissante lui confie à New York la publication de son journal officiel en cinq langues. Quelques années plus tard, il est appelé à Paris pour diriger le Service des documents et publications de l’UNESCO. Ses fonctions l’amènent à envisager l’automatisation de la traduction, ce qui lui vaut des contacts avec les universitaires spécialistes de ce domaine, notamment à Grenoble. En 1959, il fonde l'ATALA (Association pour la traduction automatique et la linguistique appliquée), devenue plus tard l'Association pour le traitement automatique des langues.
Dans ses dernières années à l’UNESCO, il reprend ses travaux sur sa thèse et la soutient sous le titre : D. H. Lawrence : l’homme et la genèse de son œuvre. Les années de formation (1885-1919). Membre du comité de rédaction de la D. H. Lawrence Review, il sera appelé à participer à de nombreux colloques à travers le monde et il tiendra dans Études anglaises la chronique des études lawrenciennes jusqu’en 1980.

### Après l'UNESCO
Ayant quitté l'UNESCO, il entre comme assistant à la faculté des lettres de Nice, et y devient rapidement professeur. Sa fille Claire Tomalin (Newnham College) est connue outre-Manche pour ses biographies littéraires méticuleuses dans lesquelles elle se montre fidèle à l'esprit de son père dans son goût de la diversité et son souci de retrouver l’homme — ou la femme — en ses écrits.

## Ouvrages
- La Machine à traduire, Paris, Presses universitaires de France, coll. « Que sais-je ? » (no 834), 1959 (réimpr. 1963 et 1971), 126 p.
- (en) An Introduction to Machine Translation  (trad. Katharine M. Delavenay), Londres, Thames and Hudson, 1960, 144 p.
- (fr + en) (avec Katharine M. Delavenay), Bibliographie de la traduction automatique — Bibliography of Mechanical Translation, La Haye, Mouton, 1960, 69 p.
- D. H. Lawrence : l’homme et la genèse de son œuvre. Les années de formation (1885-1919), Paris, Klincksieck, 1969, 854 p. (ISBN 978-2-25200-953-6)
- (en) D. H. Lawrence and Edward Carpenter: A Study in Edwardian Transition, Londres, Heinemann, 1971, 288 p.
- (en) D. H. Lawrence: The Man and His Work, the Formative Years:1885-1919  (trad. Katharine M. Delavenay), Londres, Heinemann, 1972, XVI-592 p. (ISBN 978-0-80930-603-9)
- Pour le livre, Loos, P.-F. L. Danel, coll. « L'UNESCO et son programme », 1974, 74 p. (ISBN 9-23201-147-6)